# Arno Forchert
Arno Forchert (* 29. Dezember 1925 in Berlin; † 11. März 2011 in Detmold) war ein deutscher Musikwissenschaftler.

## Biographie

### Wissenschaftliche Laufbahn
Forchert studierte von 1947 bis 1950 Musik (Hauptfach Klavier) und dann Musikwissenschaft an der Freien Universität Berlin. Dort wurde er 1957 mit einer Arbeit über das Spätwerk von Michael Praetorius promoviert. Von 1956 bis 1960 leitete er das Musiklehrerseminar am Konservatorium John Petersen in Berlin-Zehlendorf, ab 1960 arbeitete er als Dozent für Musikgeschichte an der Kirchenmusikschule in Berlin-Spandau. Seit 1959 war Forchert als wissenschaftlicher Assistent am musikwissenschaftlichen Institut der Freien Universität Berlin tätig, wo er sich 1967 habilitierte und bis 1978 lehrte. 1971 folgte er einem Ruf an die Nordwestdeutsche Musikakademie in Detmold auf eine Stelle als ordentlicher Professor für Musikwissenschaft. Dort gründete er 1977 das Musikwissenschaftliche Seminar, das er bis zu seiner Emeritierung im Jahr 1991 leitete. 1981 wechselte er an die Universität Paderborn, um das Musikwissenschaftliche Seminar in Detmold in eine gemeinsame Einrichtung der Universität Paderborn und der Detmolder Musikhochschule zu überführen. Von 1988 bis 1997 war er Präsident der Internationalen Heinrich-Schütz-Gesellschaft, die ihn zu ihrem Ehrenmitglied ernannt hat. Zu seinem 60. Geburtstag erschien eine von Gerhard Allroggen und Detlef Altenburg herausgegebene Festschrift. Forchert verstarb am 11. März 2011 in seinem Haus in Detmold.

### Weitere Tätigkeiten
- 1950–1970 Freier Mitarbeiter am RIAS Berlin.
- 1958–1963 Programmeinführungen für die Konzerte der Berliner Philharmoniker.
- 1964–1972 Mitarbeiter der Zeitschrift "Phono-Forum" und Mitglied der Jury des Deutschen Schallplattenpreises.
- 1976–1981 Vorsitzender der Fachgruppe Musikwissenschaft und Musikpädagogik der Gesellschaft für Musikforschung.
- 1981–1988 Beirat Musik am Goethe-Institut München.
- 1983–1985 Dekan und Prodekan des Fachbereichs 4 der Universität Paderborn
- 1984–1988 Gutachter für Musikwissenschaft und stellvertretender Vorsitzender des Fachausschusses Kunstwissenschaft der Deutschen Forschungsgemeinschaft.
- 1985–1989 Mitglied im Vorstand der Gesellschaft für Musikforschung.
- 1994–1998 Fachbeirat für die Musik des 17. Jahrhunderts des Musiklexikons Musik in Geschichte und Gegenwart.

### Privat
Arno Forchert war zweifach verheiratet. Aus seiner ersten Ehe gingen zwei Söhne hervor. Seine erste Ehefrau verstarb vor ihm. In zweiter Ehe war er bis zu seinem Tod verheiratet.

## Schriften

### Bücher
- Das Spätwerk des Michael Praetorius. Italienische und deutsche Stilbegegnung (= Berliner Studien zur Musikwissenschaft Band 1), Berlin 1959.
- Studien zum Musikverständnis im frühen 19. Jahrhundert. Voraussetzungen und Aspekte der zeitgenössischen Deutung instr. Musikwerke, Habilitationsschrift Berlin 1967.
- Johann Sebastian Bach und seine Zeit, Laaber 2000.

### Aufsätze (Auswahl)

#### Michael Praetorius
- Michael Praetorius – Werk und Wirkung, Sagittarius 4, Kassel 1973, S. 98–110.
- Michael Praetorius und die Musik am Hof von Wolfenbüttel; Daphnis 10, 1981, S. 625–642.
- Musik zwischen Religion und Politik. Bemerkungen zur Biographie des Michael Praetorius; Festschrift für Martin Ruhnke, Neuhausen-Stuttgart 1985, S. 104–125.

#### Heinrich Schütz
- Heinrich Schütz als Komponist evangelischer Kirchenliedtexte; Schütz-Jahrbuch 1982/83, S. 57–67.
- Heinrich Schütz und die musica poetica, Schütz-Jahrbuch 1993, S. 7–23.
- Zur Geschichte der Heinrich-Schütz-Gesellschaft; Schütz-Jahrbuch 1996, S. 7–24.
- Überlegungen zum Einfluss Italiens auf die deutsche Musik um 1600: Voraussetzungen und Bedingungen; Aneignung durch Verwandlung. Aufsätze zur deutschen Musik und Architektur des 16. und 17. Jahrhunderts, hrsg. von W. Steude, Regensburg 1998, S. 135–147.
- Zwischen Schütz und Bach: Theaterstil und Kirchenmusik; Europäische Musikgeschichte, hrsg. von S. Ehrmann, L. Finscher, G. Schubert, Kassel 2002, Bd. 1, S. 377–405.

#### Johann Sebastian Bach
- Johann Sebastian Bachs Verhältnis zur Tradition; 51. Bachfest der Neuen Bachgesellschaft, Berlin (West) vom 25. bis 30. August 1976. Programmbuch, S. 5–16.
- Von Bach zu Mendelssohn; Bachtage Berlin, hrsg. von G. Wagner, Neuhausen-Stuttgart 1985, S. 211–223.
- Bach und die Tradition der Rhetorik; Alte Musik als ästhetische Gegenwart, Kongressbericht Stuttgart 1985, hrsg. von Dietrich Berke und D. Hahnemann, Bd. 1, Kassel 1987, S. 169–178.
- "Die Hauptstadt von Sebastian Bach". Berliner Bach-Traditionen zwischen Klassik und Romantik; JbSIMPK 1995, S. 9–28.
- Bachs Textbehandlung und ihr Verhältnis zur Kompositionslehre seiner Zeit; Wege zu Bach, II. Folge, Societas Bach internationalis, Stuttgart 1995, S. 24–32.

#### Ludwig van Beethoven
- Scherings Beethovendeutung und ihre methodischen Voraussetzungen; Beiträge zur musikalischen Hermeneutik, hrsg. von Carl Dahlhaus, Regensburg 1975, S. 41–52; Nachdruck in: Ludwig van Beethoven, hrsg. von Ludwig Finscher, Darmstadt 1983, S. 19–35.
- Zur Satztechnik von Beethovens Streichquartetten; Festschrift für Heinrich Hüschen, hrsg. von Detlef Altenburg, Köln 1980, S. 151–158.
- Die Darstellung der Melancholie in Beethovens op. 18, 6; Ludwig van Beethoven, hrsg. von Ludwig Finscher, Darmstadt 1983, S. 212–239.
- Beethoven, 2. Klavierkonzert B-Dur op. 19, Symphonie C-Dur op. 21; Beethoven. Interpretationen seiner Werke, hrsg. von Albrecht Riethmüller, C. Dahlhaus, A. L. Ringer, Bd. 1, Regensburg 1994, S. 151–160 und S. 170–184.
- Beethovens "Pathetique". Vorgänger und Nachfolger; Festschrift für Friedhelm Krummacher, hrsg. von Siegfried Oechsle, Bernd Sponheuer, Helmut Well, Kassel 2001, S. 169–180.

#### Gustav Mahler und Richard Strauss
- Zur Auflösung traditioneller Formkategorien in der Musik um 1900: Probleme formaler Organisation bei Mahler und Strauss. In: Archiv für Musikwissenschaft. 32, 1975, S. 85–98; Übersetzung ins Spanische: Quodlibet 9, 1997, S. 24–37.
- Techniken motivisch-thematischer Arbeit in Werken von Strauss und Mahler. In: C. Floros, H. J. Marx, P. Petersen (Hrsg.): Zur Musikgeschichte des 19. Jahrhunderts. Hamburg 1977, S. 187–200.
- R. Stephan (Hrsg.): Mahler und Schumann. Mahler-Interpretationen. Mainz 1985, S. 45–61.

#### Musiktheoretische Schriften
- Ein Traktat über die Modi musici vom Jahre 1652; Festschrift für Bruno Stäblein, hrsg. von Martin Ruhnke, Kassel 1967, S. 57–63.
- Französische Autoren in den Schriften Johann Matthesons; Festschrift für Heinz Becker, hrsg. von J. Schläder und R. Quandt, Regensburg 1982, S. 382–391.
- Mattheson und die Kirchenmusik; Gattung und Werk in der Musikgeschichte Norddeutschlands und Skandinaviens, hrsg. von F. Krummacher und H.W. Schwab, Kassel 1982, S. 114–122.
- Polemik als Erkenntnisform: Bemerkungen zu den Schriften Matthesons; New Mattheson Studies, hrsg. von G.J. Buelow und H.J. Marx, Cambridge 1983, S. 199–212.
- Musik und Rhetorik im Barock; Schütz-Jahrbuch 1985/86, S. 5–21.
- Vom Ausdruck der Empfindung in der Musik; Festschrift für Carl Dahlhaus, hrsg. von H. Danuser, H. de la Motte-Haber, S. Leopold, N. Miller, Regensburg 1988, S. 39–50.
- Madrigalismus und musikalisch-rhetorische Figur; in Festschrift für Klaus Wolfgang Niemöller, hrsg. von J.P. Fricke, Regensburg 1989, S. 151–169.
- "Ästhetischer" Eindruck und kompositionstechnische Analyse. Zwei Ebenen musikalischer Rezeption in der ersten Hälfte des 19. Jahrhunderts; Rezeptionsästhetik und Rezeptionsgeschichte in der Musikwissenschaft, hrsg. von H. Danuser und F. Krummacher, Regensburg 1991, S. 193–203.
- Die italienische Motette am Anfang des 17. Jahrhunderts; Die Motette. Beiträge zu ihrer Gattungsgeschichte, hrsg. von H. Schneider, Mainz 1991, S. 205–215.

#### Sonstiges
- Bemerkungen zum Schaffen Alexander Skrjabins. Ordnung und Ausdruck an den Grenzen der Tonalität; Festschrift für Pepping, hrsg. von H. Poos, Berlin 1971.
- Textanlage und Darstellungsprinzipien in Mendelssohns Elias; Das Problem Mendelssohn, hrsg. von Carl Dahlhaus, Regensburg 1974, S. 61–77.
- "Klassisch" und "romantisch" in der Musikliteratur des frühen 19. Jahrhunderts; Musikforschung 31, 1978, S. 405–425.
- Adolf Bernhard Marx und seine Berliner Allgemeine musikalische Zeitung; Studien zur Musikgeschichte Berlins im frühen 19. Jahrhundert, hrsg. von Carl Dahlhaus, Regensburg 1980, S. 381–404.
- Moderne Züge in der Kammermusik aus Regers Wiesbadener Zeit; Reger-Studien 3, Analysen und Quellenstudien, Wiesbaden 1988, S. 11–24.
- Droysen und Wagner. Zum Konzept des musikalischen Dramas; Festschrift für Rudolf Stephan, hrsg. von J. Kuckertz, H. de la Motte-Haber, C.M. Schmidt, W. Seidel, Regensburg 1990, S. 251–257.
- Schumanns Spätwerk in der wissenschaftlichen Diskussion; Schumann in Düsseldorf, hrsg. von B.R. Appel, Mainz 1993, S. 7–23.

### Herausgeberschaft
- Neue Ausgabe sämtlicher Werke von Johann Hermann Schein.
- Detmold-Paderborner Beiträge zur Musikwissenschaft (seit 1989).
- Neuausgabe des Faksimile-Reprints des Syntagma musicum von Michael Praetorius (Kassel 2001).